# A130 (Russland)
Die A130 ist eine föderale Fernstraße in Russland. Sie führt von Moskau in südwestlicher Richtung bis zur belarussischen Grenze in Richtung Babrujsk.
Die A130 wurde zur Zeit der Sowjetunion als südliche Alternativroute zur Magistrale M1 „Belarus“ (heute M1 (Russland) und M1 (Belarus)) errichtet. Die M1 wird im Westen von Belarus – östlich Iwazewitschy, knapp 150 km vor der polnischen Grenze – wieder erreicht. Heute spielt die Straße im Umland von Moskau auch eine bedeutende Rolle als Alternative zu den Fernstraßen Richtung Kiew (M3) und Kaluga.
Die ersten knapp 50 Kilometer ab Moskau sind vierspurig ausgebaut.
Die Straße erhielt die Nummer A130 im Jahr 2010. Zuvor trug sie die Nummer A101.

## Verlauf
Oblast Moskau
0 km – Moskau (MKAD beim Stadtteil Tjoply Stan, Verlängerung der Profsojusnaja uliza)
38 km – Abzweigung nach Troizk (2 km)
49 km – Kreuzung mit der A107 („Kleiner Moskauer Ring“)
67 km – Vereinigung mit der über Podolsk aus Moskau kommenden Alternativroute („Kalugaer Chaussee“)
Oblast Kaluga
96 km – Kreuzung mit der A108 („Großer Moskauer Ring“), Balabanowo (10 km)
104 km – Beloussowo, Abzweigung Richtung Schukow (8 km), Kremjonki, Protwino, Serpuchow
108 km – Kreuzung mit der M3 („Ukraina“), Obninsk (2 km)
112 km – Brücke über die Protwa
120 km – Malojaroslawez
158 km – Medyn
175 km – Mjatlewo
201 km – Brücke über die Ugra
207 km – Juchnow
215 km – Brücke über die Ressa
296 km – Nowoalexandrowski, Abzweigung nach Spas-Demensk (8 km)
Oblast Smolensk
350 km – Brücke über die Desna
354 km – Jekimowitschi, Abzweigung nach Desnogorsk (Kernkraftwerk Smolensk) (6 km)
405 km – Roslawl, Brücke über den Ostjor
435 km – Abzweigung nach Schumjatschi (4 km)
447 km – Grenze zu Belarus (weiter als A101 (Belarus))